# Dom zu Cammin (Kamień Pomorski)

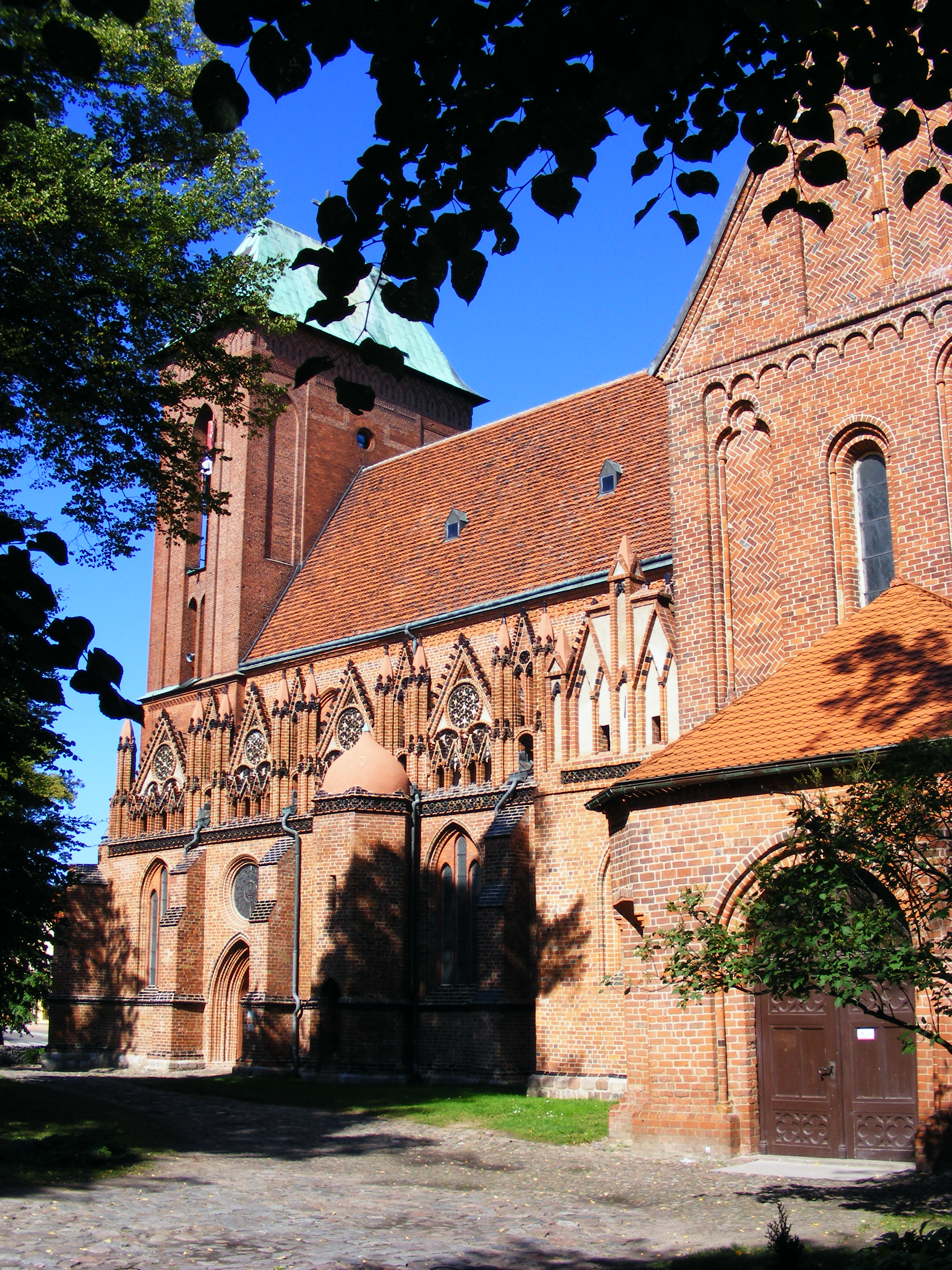
Romano-gotischer Querhausgiebel, hochgotisches Langhaus, neugotischer Turm

Die Kathedrale St. Johannes (polnisch: Konkatedra św. Jana Chrzciciela) in Kamień Pomorski (deutsch Cammin i. Pom.), meist als Dom zu Cammin oder als Camminer Dom bezeichnet, ist neben der Jakobskirche in Stettin eine der beiden Kathedralkirchen des Erzbistums Stettin-Cammin.

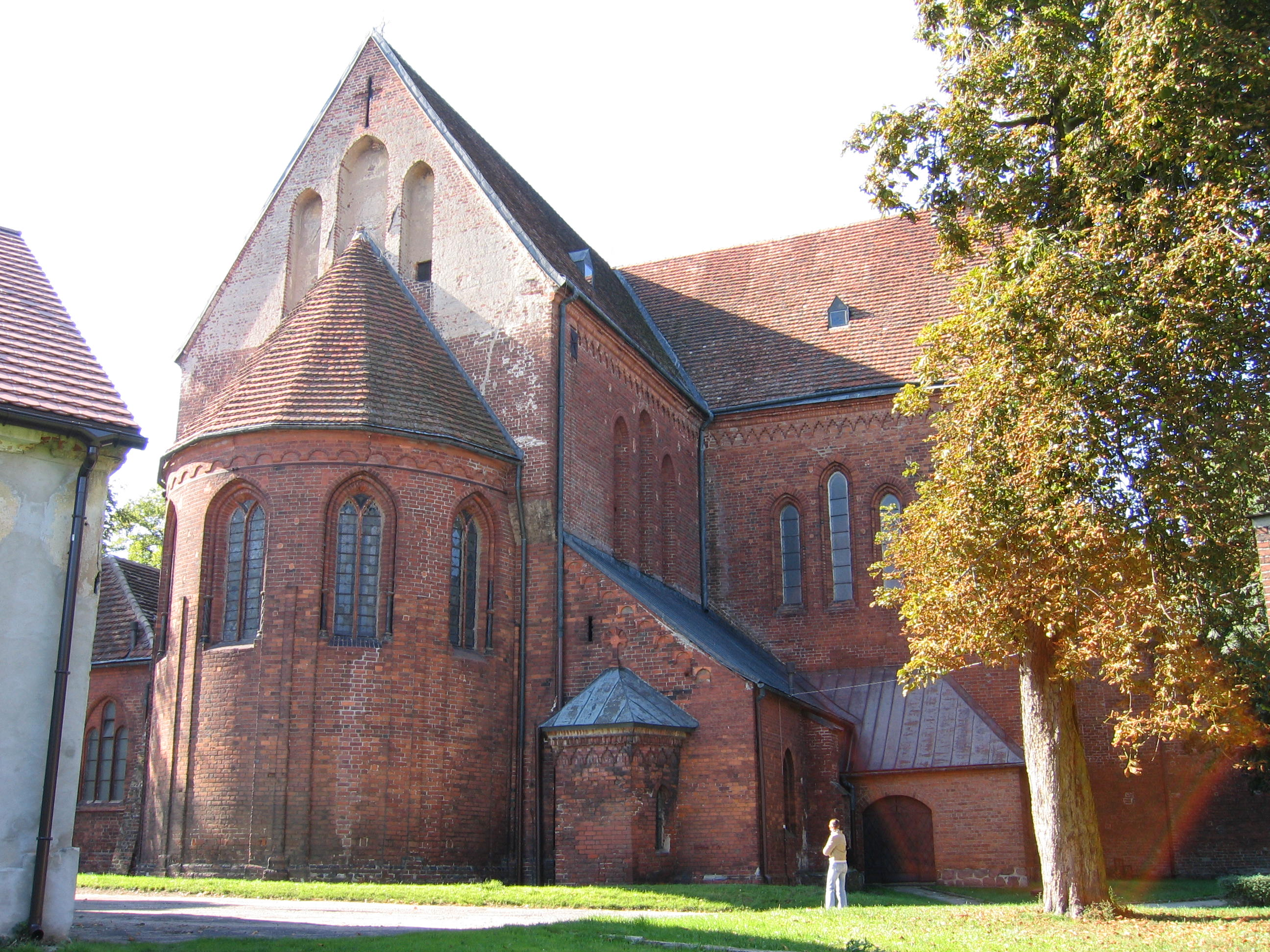
Apsis ragt vor gotische Giebelblenden. Chorquadrum und Querhaus: frühgotische Dreifenstergruppen

Der Dom zu Cammin ist eine dreischiffige Basilika mit einem kreuzförmigen Grundriss von 63 m Länge und einer Breite von 42 m Breite (Länge des beidseitigen Querhauses mit südlicher Vorhalle), Der Abstand beider Querhausgiebel beträgt nur 36 Meter, die Breite des Langhauses nur 23 m. Wenn sie irgendwo als die größte Kirche der Provinz Pommern bezeichnet wurde, war das wohl an der Grundrissfläche von Kirche plus Domklausur gemessen, denn das Volumen der Stralsunder Marienkirche mit 90 m Länge und 40 m breitem Schiff (über das die Querhausarme dort nur wenig hinausragen) ist zweifellos größer.
Zum kirchlichen Gebäudekomplex um den Dom gehörten zeitweise außer der Domklausur das Bischhofshaus oder Buddenhaus, die Domschule und das Dekanat oder Kleisthaus.

## Geschichte
Ein Vorgängerbau der Kathedrale, eine Holzkirche, wurde im Jahr 1176 vom pommerschen Herzog Kasimir I. errichtet. Er wurde notwendig, nachdem die Dänen die Stadt Wollin zerstört hatten und der Bischofssitz des dort 1140 gegründeten pommerschen Bistums in das nahe, stark befestigte Cammin verlegt wurde. Das pommersche Bistum erhielt hier seinen Namen Bistum Cammin. Cammin blieb bis 1810 Bischofssitz. Auch nach der Verlegung des Bischofssitzes nach Kolberg ins Stiftsland des Bistums blieb Cammin Sitz eines Domkapitels. Fünf Mitglieder des pommerschen Herzogshauses und acht Bischöfe sollen hier begraben worden sein.

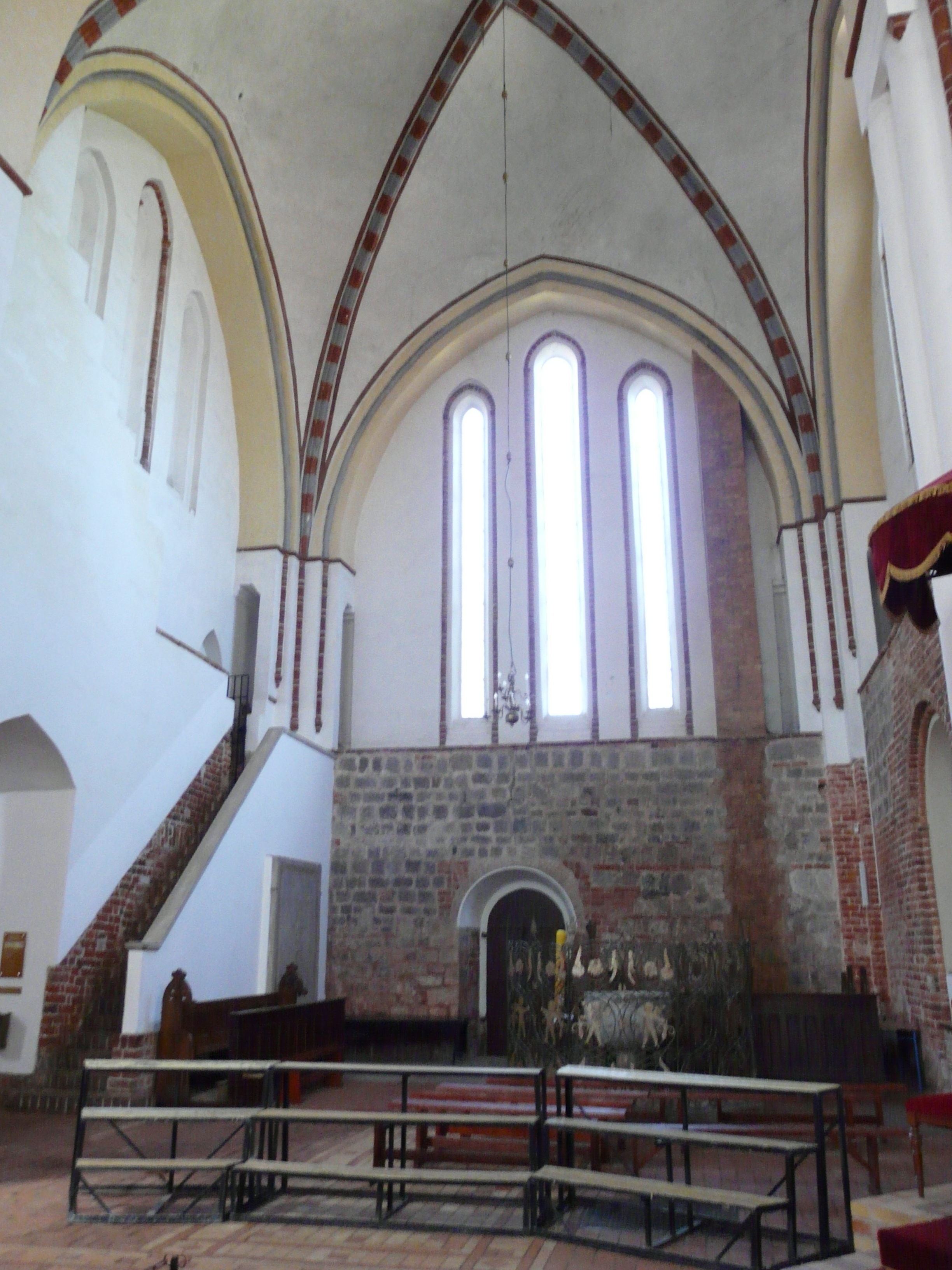
Nordquerhaus: unten Granit und Rundbogen, oben Laufgänge und Spitzbögen

Am heutigen Kirchengebäude ist allein der aus Granitquadern errichtete untere Teil des Nordquerhauses noch romanisch – Das Südportal wird trotz seines Rundbogens zumeist als jünger eingeschätzt, kann aber auch älter als die ersten Backsteinmauern sein (s. u.). Alle aus Backstein errichteten Teile haben schon gotische Fenster, was auf eine Bauzeit nicht vor dem 2. Jahrzehnt des 13. Jahrhunderts deutet. Der älteste dieser Teile ist wohl das Chorgeviert. Daran wurde nachträglich die Apsis gebaut, deren Dach etwas vor die Blenden des östlichen Chorgiebels ragt. Die Backsteinteile des Querhauses haben Blenden mit Fischgrätmuster, wie sie andernorts um 1270 geschaffen wurden. Die Fenster des Querhauses sind in gleicher Weise mit Rundstäben verziert wie die Maßwerkfenster der Apsis. Das legt eine Errichtung beider Gebäudeteile in der zweiten Hälfte des 13. Jahrhunderts nahe. Das Querhaus hat über den dicken Mauern der unteren Wandzone Laufgänge, die, obwohl in der Normandie und Westfrankreich schon früher eingeführt, in Mitteleuropa typisch für die Frühgotik sind. Circa 1250 entstand das südliche Portal mit Tympanon, das die Anbetung des Lammes zeigt.
1308 wurde das noch nicht fertiggestellte Kirchengebäude durch die brandenburgische Armee zerstört. Der Bau wurde als Basilika im hochgotischen Stil fortgesetzt. Nach 1310 wurden Arkaden auf der Nordseite gebaut und in den Jahren 1325 bis 1350 Zimmer im Ostflügel der Kathedrale, die in späteren Zeiten das Archiv mit dem einst reichen Domschatz beherbergten.

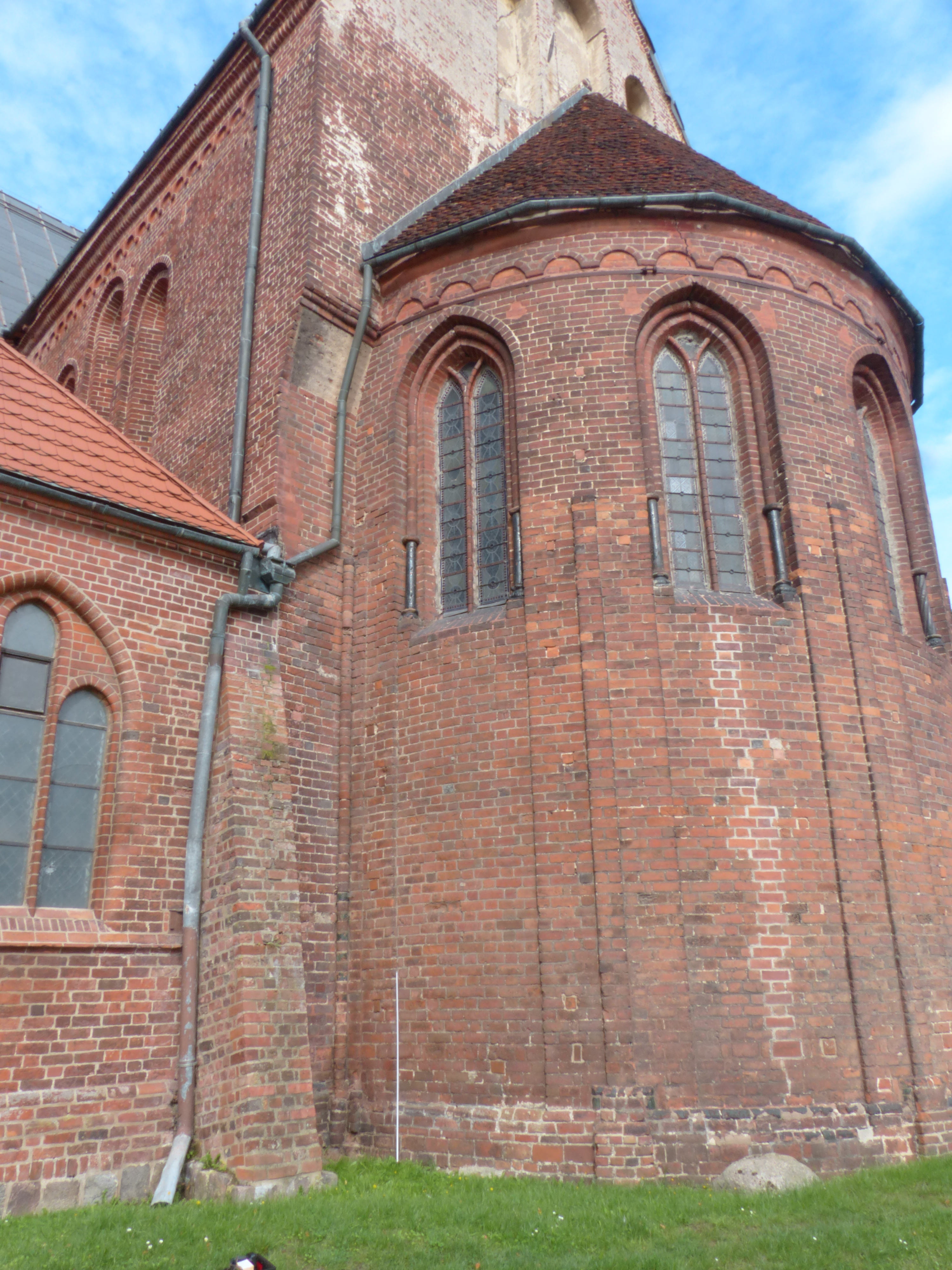
Apsis: glasierter Backstein am Sockel und als Kolonnetten. „Romanische“ Lisenen enden auf halber Höhe, aber Nischen der hochgotischen Maßwerkfenster beginnen auf dem Sockel.

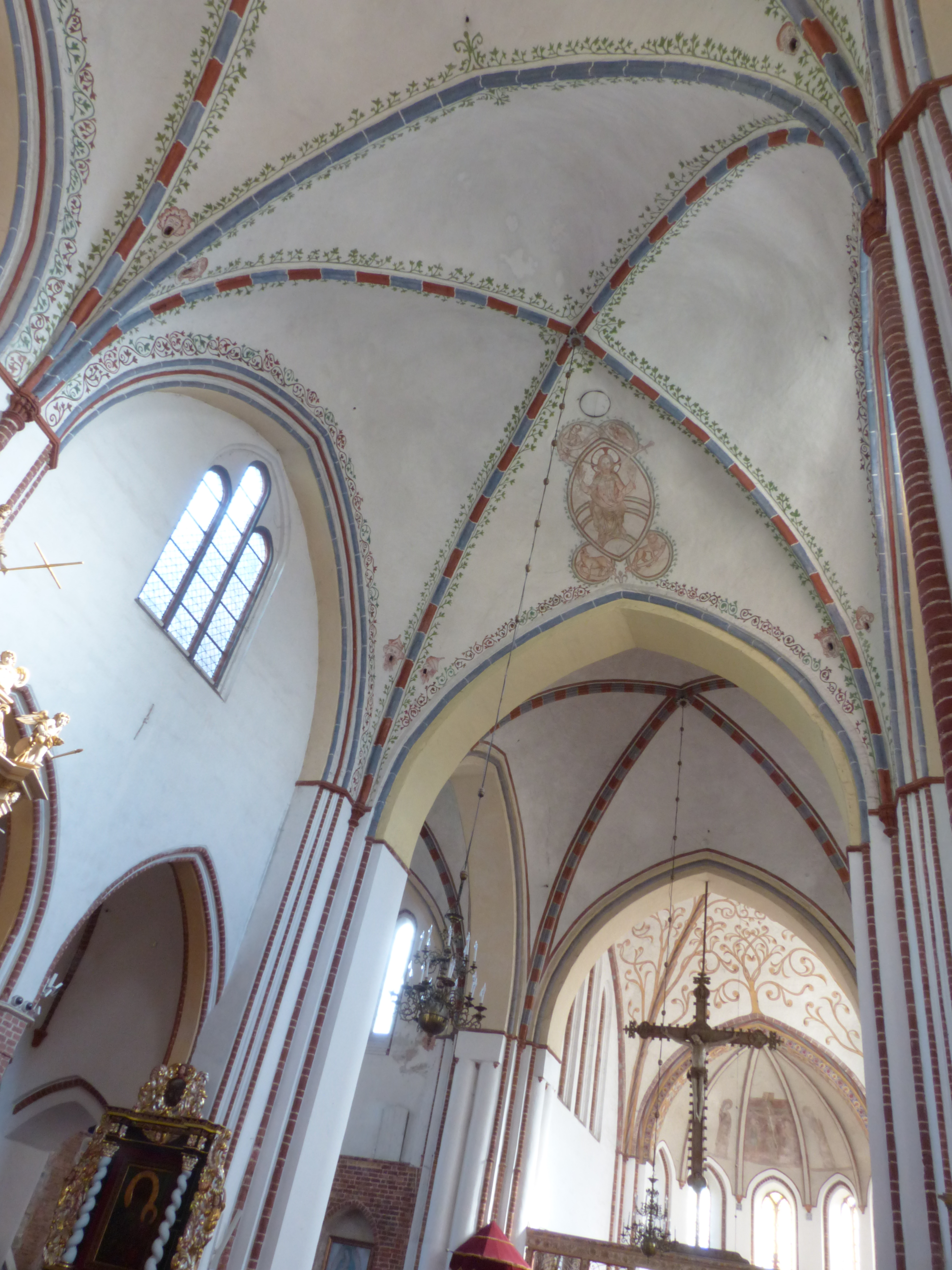
Unterschiedliche Rippen von Mittelschiff, Vierung, Chorquadrum und Apsis

Zu Beginn des 14. Jahrhunderts entstanden Gemälde im Firmament des Presbyteriums und den Apsiden. Gleichzeitig wurden der gotische Kirchturm und das Lektorium vor dem Presbyterium errichtet. Im Inneren der Kathedrale entstanden Altäre, das Chorgestühl und ein großes Kruzifix. 1382 wird die erste Orgel der Kirche erwähnt.
Zu Beginn des 15. Jahrhunderts wurde ein Dachboden über dem Kirchenschiff eingebaut. 1419 entstand neben dem südlichen Kirchenschiff die Kapelle Lepelów. Die Kirche stand so bis zum Ende des 15. Jahrhunderts. 1480 baute man im Presbyterium den Hauptaltar.
Nach der Reformation in Pommern kam die Kirche 1535 zur Pommerschen Evangelischen Kirche. Anfangs „Dom- und Kathedral- oder St. Johanniskirche“ genannt, blieb sie bis 1945 lutherisch. Während des Dreißigjährigen Krieges kam es zur Zerstörung des Inneren und Einsturz des Turmes. Mit Spenden des brandenburgischen Statthalters in Hinterpommern, Ernst Bogislaw von Croÿ, konnten in der zweiten Hälfte des 17. Jahrhunderts neue, barocke Einrichtungsgegenstände erworben werden. Als im Jahre 1755 die St.-Marienkirche erbaut war, wurde diese in die Kirchengemeinde eingepfarrt, deren Geistliche nun in der „Dom- und St.-Marien-Kirchengemeinde“ tätig waren.

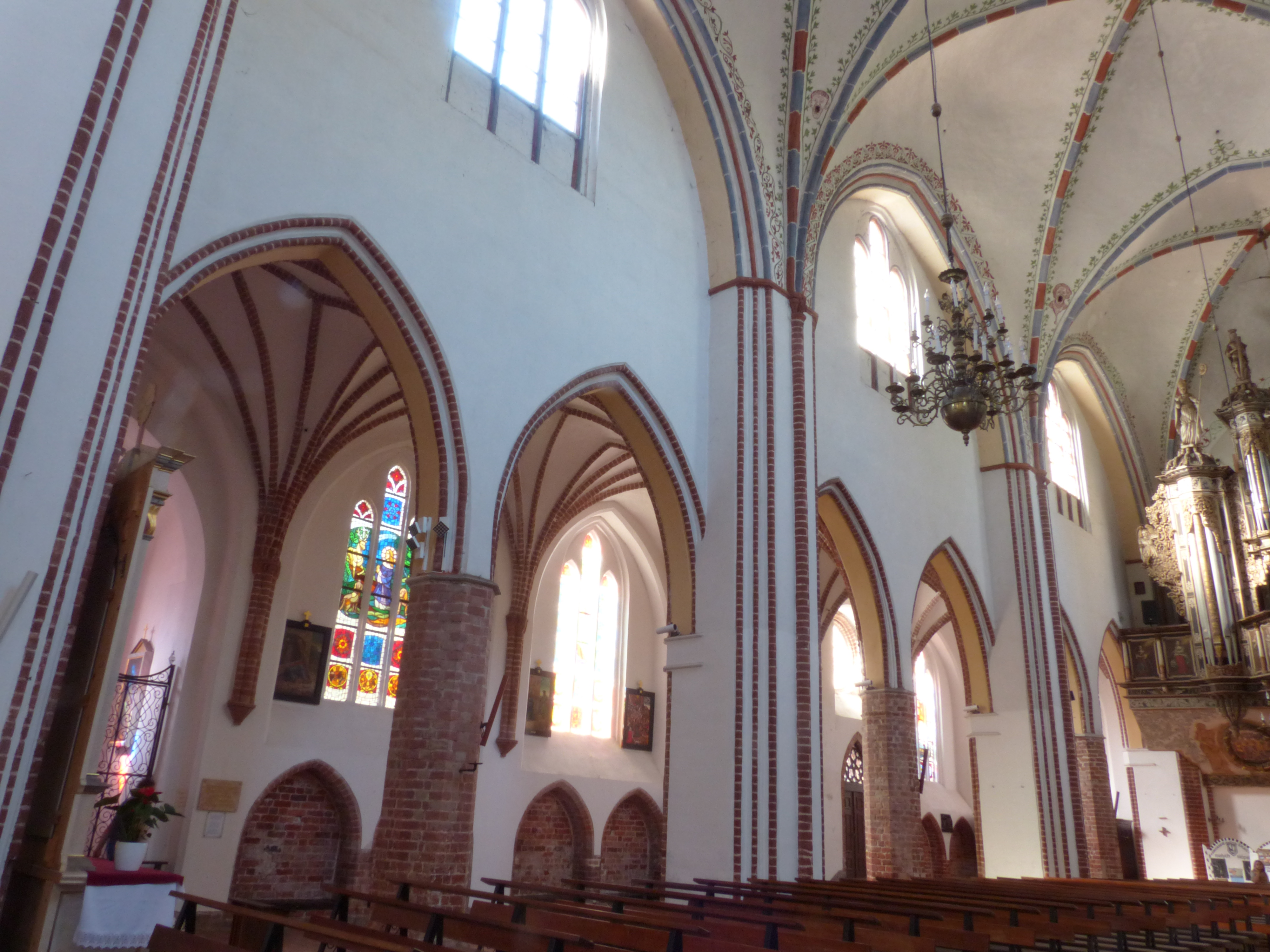
Mittelschiff und Südseitenschiff westwärts

Im Jahr 1802 wurde der gotische Turm abgerissen. 1855 wurden Renovierungsarbeiten durchgeführt und ein neuer Glockenturm in neugotischen Formen errichtet. 1888 wurden die barocken Orgeln renoviert. 1934 wurde die Kathedrale erneut restauriert und das Aussehen des Turms verändert.
Der früher im Archiv aufbewahrte Domschatz ging 1945 gänzlich verloren, als der Transport, mit dem er in Sicherheit gebracht werden sollte, in ein Panzergefecht geriet. Dabei wurde auch der berühmte Cordulaschrein (Schrein der hl. Cordula), vermutlich eine Wikingerarbeit, die um das Jahr 1000 in Südschweden angefertigt worden war, zerstört. Der Cordulaschrein bestand aus 22 Elfenbeinplatten mit sorgfältig eingeritzten Tiermotiven und Bandmustern. Im Archiv, auch als Schatzkammer bezeichnet, werden heute Silberkelche, Münzen und Messgewänder ausgestellt.
In den 1960er Jahren wurde die evangelische Kirche renoviert und zu einer römisch-katholischen Kathedrale umgestaltet. Ab 1972 war sie der Sitz des Bistums Stettin-Cammin, 1992 überführt in die Erzdiözese Stettin-Cammin.
2005 wurde die Kathedrale samt den angrenzenden Gebäuden zum Pomnik historii („Geschichtsdenkmal“) erklärt.
Während bestimmter Öffnungszeiten ist der Kirchturm für das Publikum zugänglich und kann bestiegen werden. Von oben ist ein Rundblick über die Stadt Cammin möglich.

## Baubeschreibung

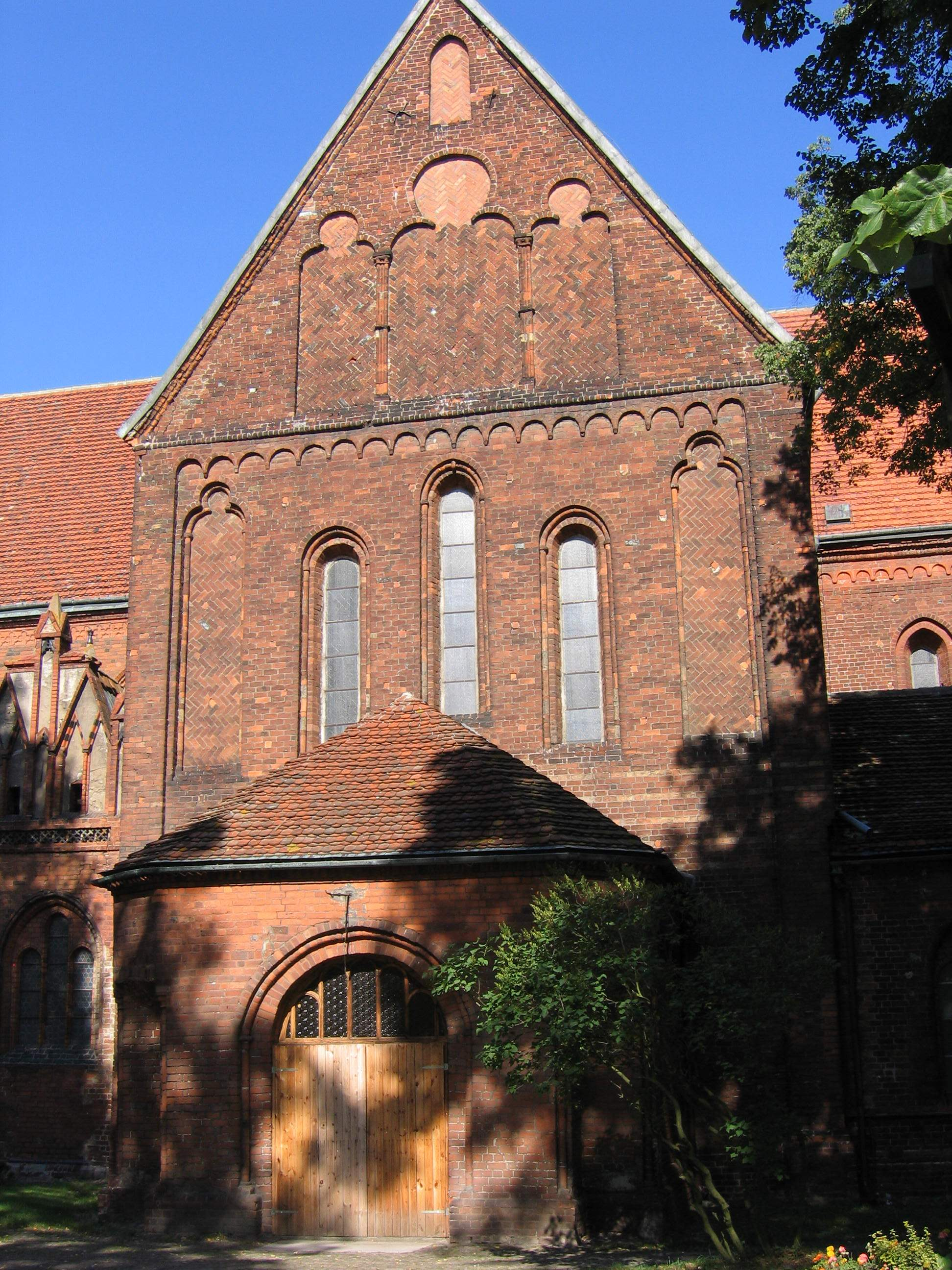
Südlicher Querhausgiebel: beginnende Gotik, gemusterte Blendenhintergründe

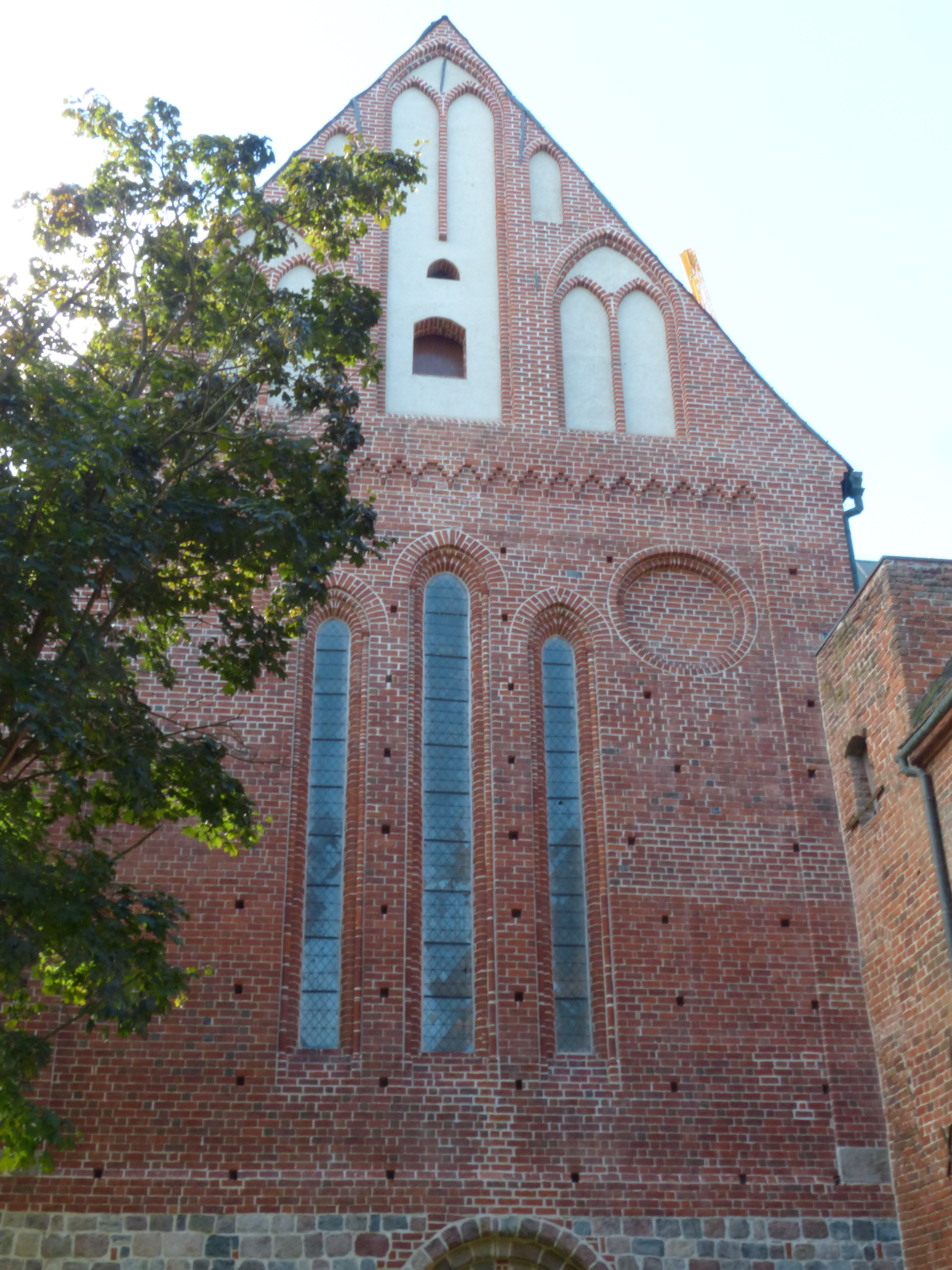
Nördlicher Querhausgiebel: unten Granit mit romanischem Portal, Fenster frühgotisch, oben Blendmaßwerk

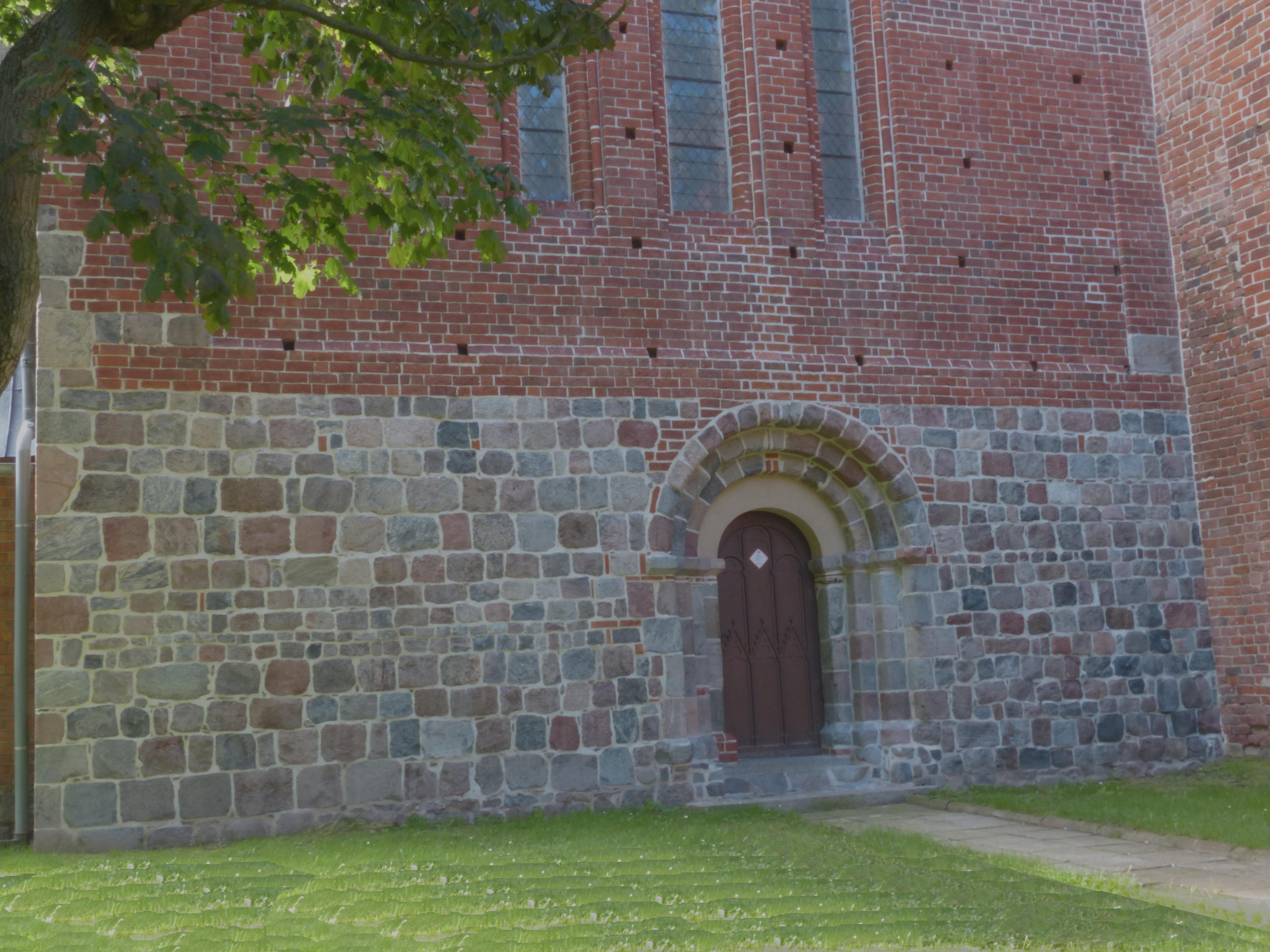
Nördliches Querhausportal

Die Kathedrale ist eine romanisch- begonnene, aber überwiegend frühgotische, aus Backstein errichtete dreischiffige Basilika mit Terrasse auf der Nordseite. Das Hauptschiff wird von schlanken, 16 Meter hohen Säulen gestützt.
Nur Wände des Nordquerhauses sind in den unteren vier Metern noch nicht aus Backstein, sondern aus Granitquadern errichtet (wahrscheinlich Feldsteinmauerwerk mit Quader-Verblendung). Die nördliche Stirnwand enthält ein dreifach gestuftes romanischen Rundbogenportal, das noch von 1167 stammen könnte.
Die Apsis hat zwar einen für romanische Apsiden typischen halbrunden Grundriss, aber deren äußere Lisenengliederunmg bricht etwa einen halben Meter über den Sohlbänken der Fenster ab, und diese haben schon hochgotisches Maßwerk. Das Apsisgewölbe ist eine spitze Schirm-Halbkuppel mit aufgesetzten Rippen.
Chorquadrum und Querhaus haben leicht gespitzte frühgotische Fenster und gotische spitzbogige Kreuzrippengewölbe. An den Querhausgiebeln finden sich Blenden mit schmalen hohen Kleeblattbögen und Fischgrätmustern aus Backstein, wie man sie auch an frühgotischen Kirchen aus dem 3. Viertel des 13. Jahrhunderts in Ostfriesland, z. B. Bunde, 1271/72 (d), und der Provinz Groningen findet.
Das Mittelschiff hat über den Arkaden keine Triforien, ebenso wie im hochgotischen Langhaus des Magdeburger Doms.
Die Fenster des Langhauses haben ein schlichtes hochgotisches Maßwerk, wie es auch in den holsteinischen und mecklenburgischen Ostseestädten häufig zu finden ist, nur aus senkrechten Bahnen, ohne Couronnement.
Zum Süden hin weist die Kirche eine reich verzierte Fassade auf. Ihre Ziergiebel mit Rundblenden voll feingliedrigem Maßwerk aus glasierten Formsteinen gehören eher der Spätgotik an, beispielsweise Bauten von Heinrich Brunsberg, der lange in Stettin wirkte.
Der massive querrechteckige Kirchturm mit Walmdach ist neogotisch.

### Kreuzgang

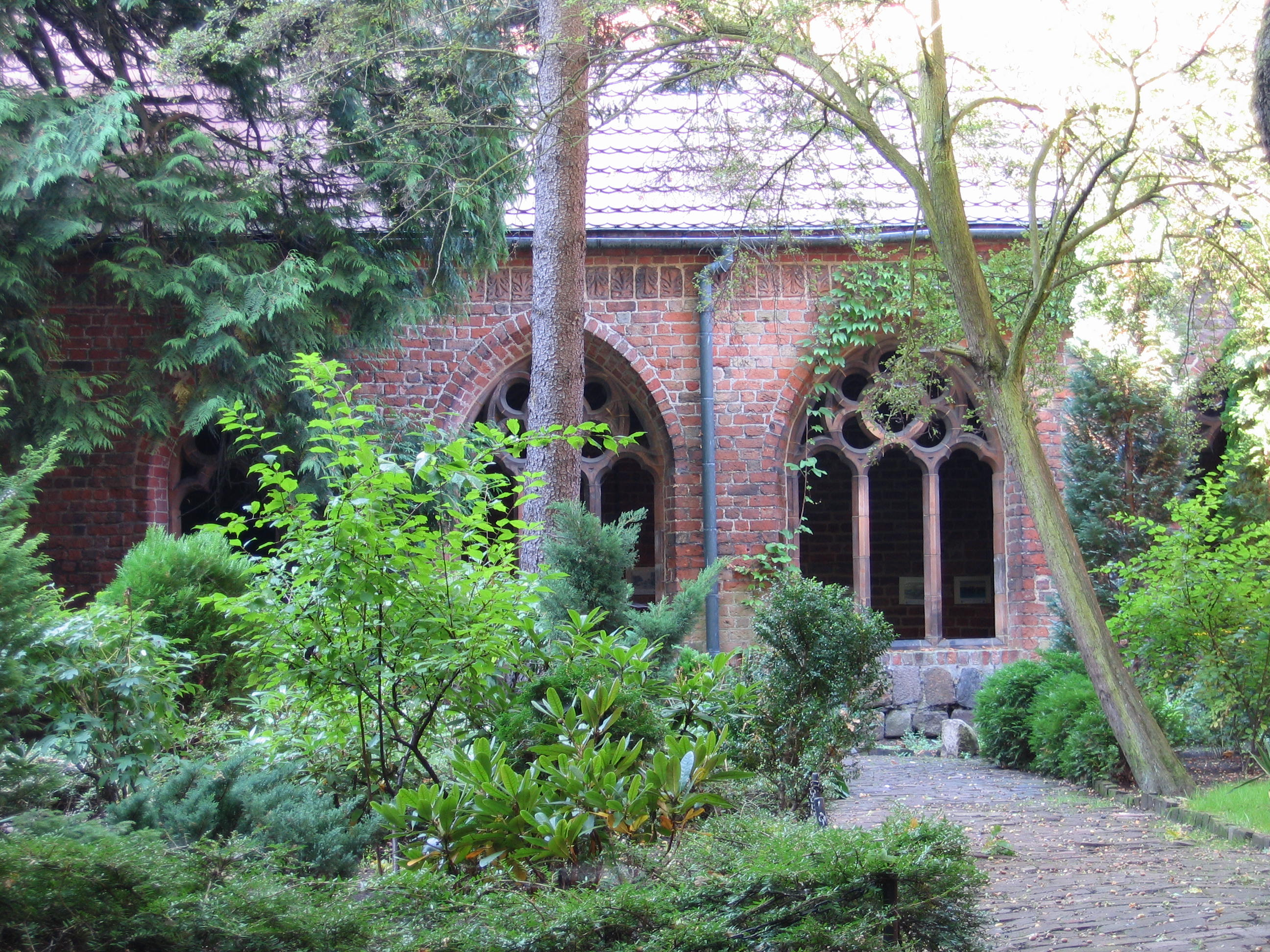
Kreuzgang

Eine Pforte führt vom nördlichen Seitenschiff in den einzigen in Pommern teilweise erhaltenen gotischen Kreuzgang. Er umfasst einen romantischen Garten mit altem Baumbestand und enthält zahlreiche Grabsteine. Besonders beachtenswert sind die Grabsteine für den Dompropst Trallow († 1368), den Bischof Johann I. von Sachsen-Lauenburg († 1372) und für den Dekan Goltbeck († 1370).

## Ausstattung

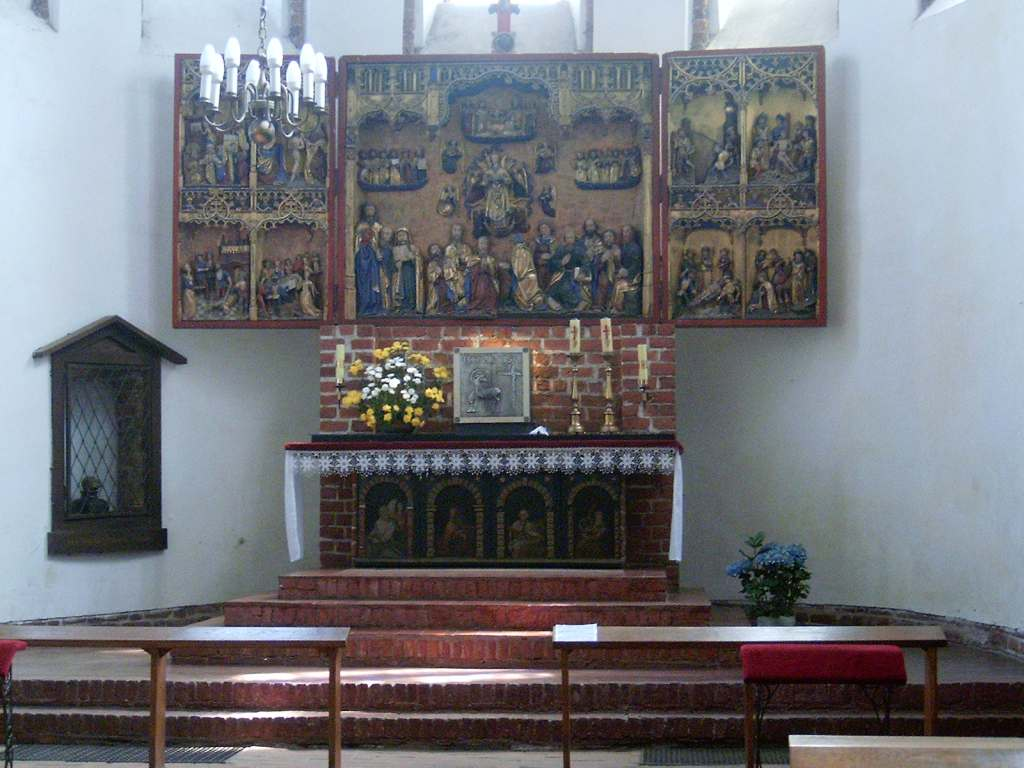
Hauptaltar

Bemerkenswert sind im Inneren der Kathedrale die aus dem 17. Jahrhundert stammende barocke Stiftung von Ernst Bogislaw von Croÿ und eine aus dem Jahr 1682 Jahre stammende barocke Kanzel. Die Gewölbe tragen mittelalterliche Blumenmotive.
Der Chor weist aus dem 13. Jahrhundert stammende Wandmalereien auf; es handelt sich um Szenen von Eden. Der aus dem 15. Jahrhundert stammende Hauptaltar in der Form eines Triptychon zeigt Bilder von Maria Himmelfahrt und der Krönung der Jungfrau Maria. In den Wänden befinden sich mittelalterliche Tabernakel.
Der Chor wird vom Querschiff getrennt mit einem barocken Gitter (1684). In der ersten Säule befindet sich südlich des Langhauses ein Altar mit einem Bild von Christus vor Pilatus, gemalt von einem Schüler oder Nachahmer von Rembrandt van Rijn.
Im nördlichen Querschiff steht das Baptisterium der Taufkapelle aus dem 14. Jahrhundert, umgeben von einem reichen, barocken Gittervorhang aus dem Jahr 1685. Im Längsschiff befinden sich links vom Hauptportal die beiden Gemälde Der Weg nach Golgatha und Christi Kreuzigung, die Lucas Cranach dem Älteren zugeschrieben werden.
An der Wand des südlichen Querschiffs stand über 100 Jahre der Altar der 1874 aufgegebenen Kirche von Trzęsacz (deutsch Hoff a. d. Ostsee), von der heute nur noch eine Ruine erhalten ist. 2003 wurde er in die neue Pfarrkirche von Hoff überführt. Bei der ersten Säule des Kirchenschiffes, nördlich des barocken Altars von 1683, steht ein gotischer Kleiderschrank mit Zahlen der seligen Jungfrau Maria und die Heiligen der Kirche von St. Nikolai in Kamień Pomorski.
In der Kapelle der Kathedrale befindet sich am Altar ein Bild des Gekreuzigten.

### Orgel

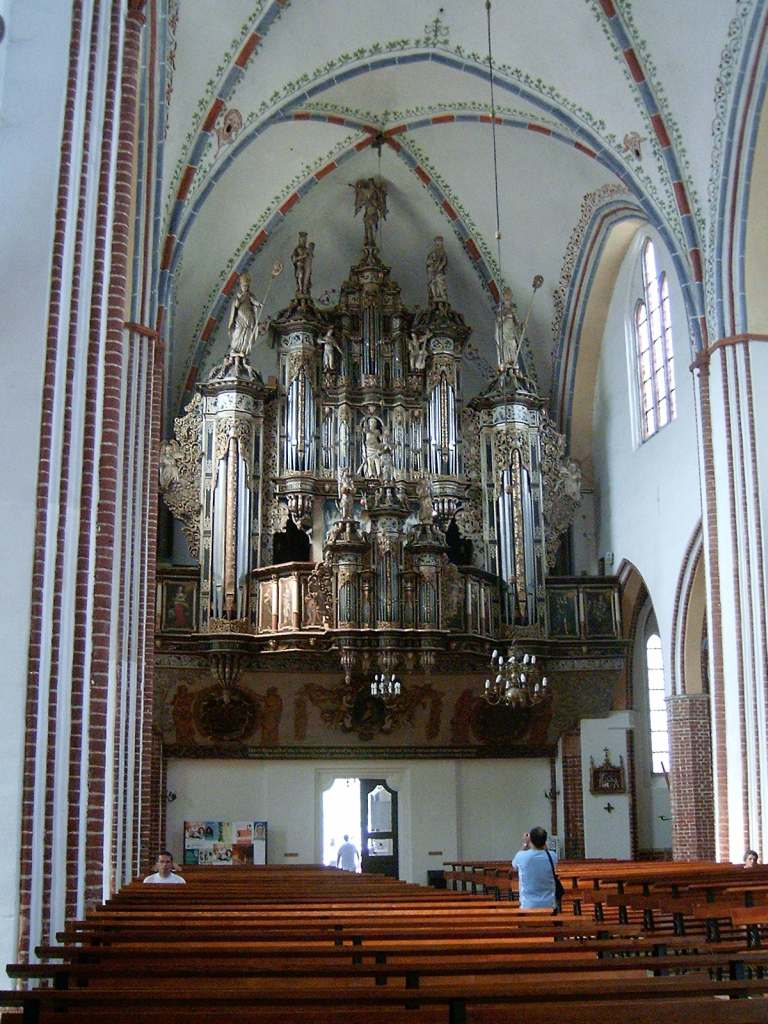
Mittelschiff mit Orgel

Auf der Westempore befindet sich die Hauptorgel mit 44 Registern auf drei Manualen und Pedal. 2004 wurde hinter dem historischen Gehäuse die technische Anlage und das Pfeifenwerk neu errichtet; die Disposition orientiert sich an der Vorgängerorgel von 1672.

## Kirchengemeinde

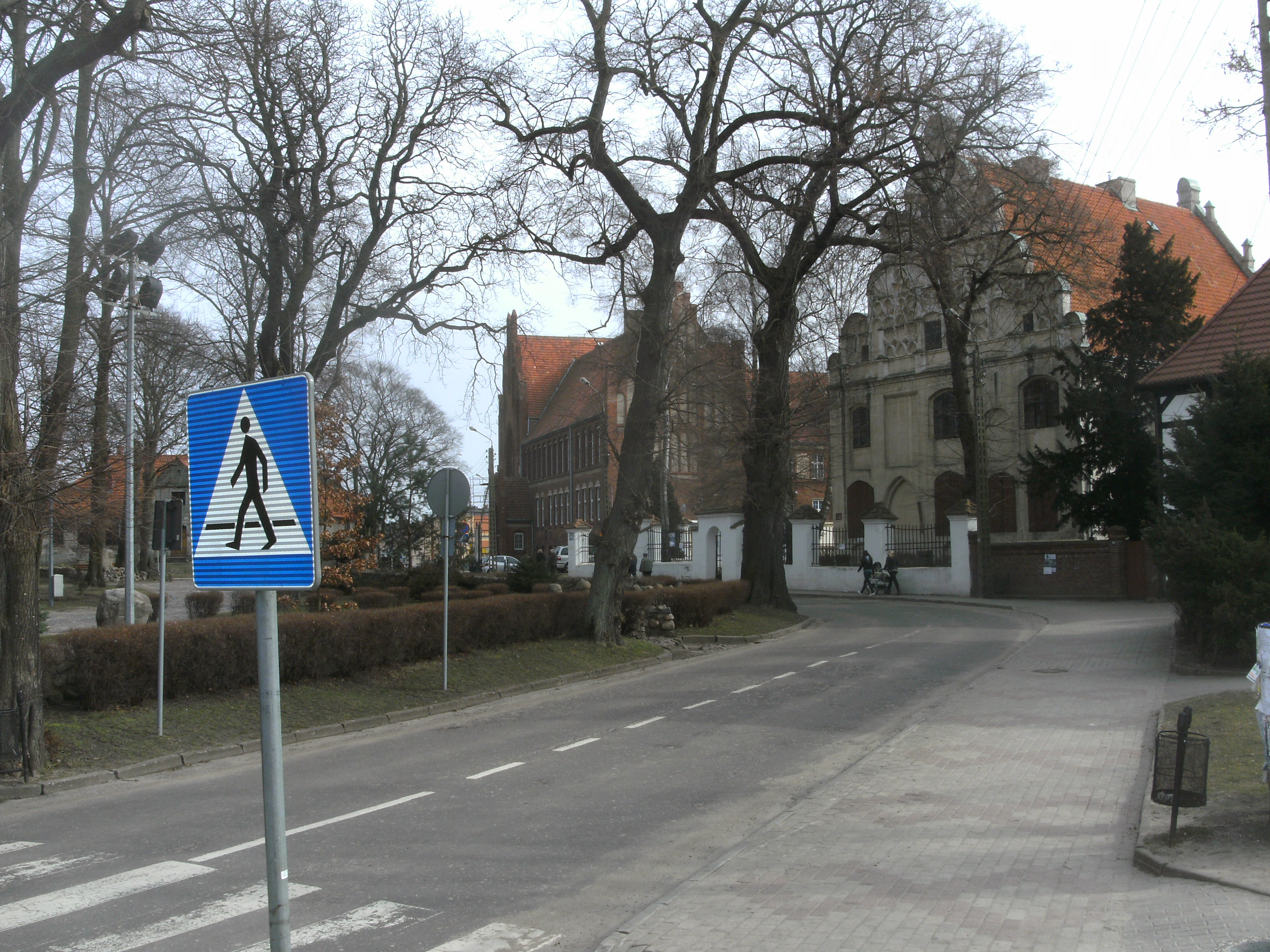
Bischofshaus (rechts im Bild), Domschule (Bildmitte) und Kleisthaus (links im Bild, teilweise verdeckt durch das Fußgänger-Schild). Der Fußweg über den Zebrastreifen führt zum Hauptportal des Doms.

### Pfarrer
Mit der Reformation wurde an der „Dom- und Kathedral- oder St.-Johannis-Kirche“ eine Pastorenstelle und ein Archidiakonat eingerichtet. Der Pastor war zugleich „Präpositus“, später Superintendent der Synode (Kirchenkreis) Cammin, die später bis 1945 zum Ostsprengel in der Kirchenprovinz Pommern in Kirche der Altpreußischen Union gehörte. Wurden die Prediger bis ins 20. Jahrhundert hinein vom Landesherrn berufen, übernahmen danach die städtischen Behörden diese Aufgabe.
Als evangelische Pfarrer amtierten zwischen 1535 und 1945 an der Dom- und Kathedralkirche:
1. Johann Colling (erster lutherischer Pastor, war mit Martin Luthers Schwester Christine verheiratet), bis 1541
2. Michael Dahlenbruch oder Dalenbröck, 1541–1549
3. Christian Granow, 1550–1560
4. Georg Glambeck, 1560–1572
5. Joachim Edling, 1572–1605
6. Peter Vanselow (I), 1605–1646
7. Adam Rubach, 1647–1659
8. Peter Vanselow (II), 1660–1673
9. Peter Rahrius, 1674–1691
10. Georg Wilhelm Schmalvogel, 1692–1730
11. Gebhard Ludolf Krause, 1730–1769
12. Johann Gottlieb Pfänder, 1769–1797
13. Johann Friedrich Kauffmann, 1798–1820
14. Christian Wilhelm Winckler, 1821–1837
15. Ludwig Maximilian Mila, 1837–1849
16. Johann Ernst Friedrich Wilhelm Kundler, 1849–1852
17. Karl Meinhold, 1852–1888
18. Albert August Rudolf Lohoff, 1890–1895
19. Gerhard Heinrich Gideon Zietlow, 1896–?
20. N.N.(?)
21. Martin Ludwig Eduard Wetzel, 1921–1926
22. Hans Scheel, 1926–1945

Am 16. September 1945 wurde eine Pfarrei der katholischen Kirche in Polen errichtet.